# Punto di riferimento dell'aeroporto

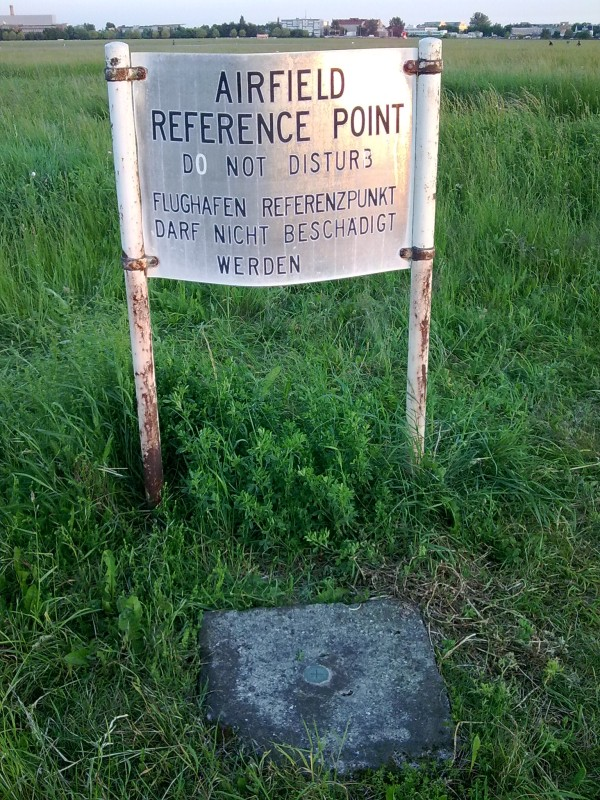
Il punto di riferimento del dismesso aeroporto di Berlino-Tempelhof

Il punto di riferimento dell'aeroporto o punto di riferimento di aerodromo (in inglese: Airport reference point o Aerodrome reference point, abbreviato in ARP), è la posizione che viene convenzionalmente presa come riferimento geografico per ogni aeroporto.

## Caratteristiche
Il punto di riferimento di aerodromo deve essere stabilito in prossimità del centro geometrico dell'aeroporto, se possibile all'atto della sua progettazione, e viene mantenuto nell'originaria posizione anche nel caso di successiva estensione o modifica del sedime aeroportuale.
La posizione del punto di riferimento viene misurata, con un'approssimazione di 30 metri, in gradi, minuti e secondi. calcolati secondo il sistema geodetico mondiale -1984 (WGS84).
Il punto di riferimento di aerodromo è riportato sulle pubblicazioni del servizio informazioni aeronautiche dove viene anche indicata la sua posizione rispetto a un punto significativo dell'aeroporto quale, ad esempio, la torre di controllo.  Sulle carte aeronautiche il punto è rappresentato con il simbolo di una croce celtica.

## Utilizzo
L'ARP è utilizzato come riferimento per indicare la distanza della città più vicina all'aeroporto. e viene inizializzato nei sistemi di navigazione GNSS per localizzare in modo accurato la posizione dell'aeroporto. Gli aeromobili dotati di un sistema di navigazione inerziale, prima del decollo, inizializzano l'apparato utilizzando delle coordinate conosciute, ad esempio quelle del punto di riferimento di aerodromo.